# Rouvray (Yonne)

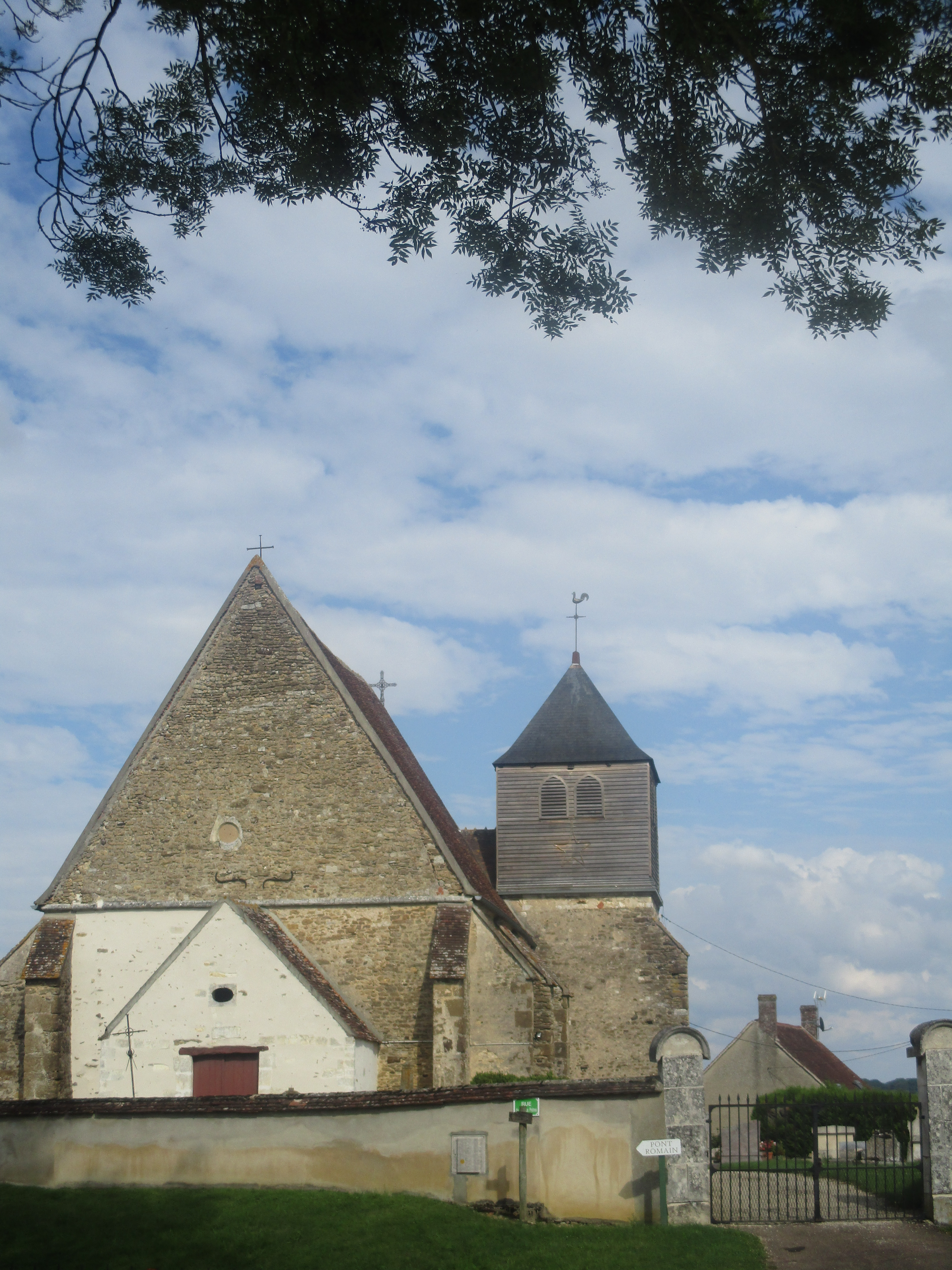
Iglesia de Rouvray

Rouvray es una localidad y comuna francesa situada en la región de Borgoña, departamento de Yonne, en el distrito de Auxerre y cantón de Ligny-le-Châtel.

## Demografía
| 324 | 252 | 343 | 317 | 352 | 345 | 342 | 324 | 373 | 336 | 358 | 337 | 326 | 330 | 317 | 298 | 264 | 255 | 265 | 230 | 224 | 200 | 199 | 210 | 192 | 204 | 201 | 191 | 171 | 217 | 221 | 284 | 340 |
| Para los censos de 1962 a 1999 la población legal corresponde a la población sin duplicidades (Fuente: INSEE [Consultar]) |     |     |     |     |     |     |     |     |     |     |     |     |     |     |     |     |     |     |     |     |     |     |     |     |     |     |     |     |     |     |     |     |